# Biała Woda (Niemcy)
Biała Woda (niem. Weißwasser/Oberlausitz, Weißwasser/O.L.; górnołuż. Běła Woda, wym. ['bʲɪwa 'woda]ⓘ) – miasto we wschodnich Niemczech, w kraju związkowym Saksonia, w okręgu administracyjnym Drezno, w powiecie Görlitz (do 31 lipca 2008 w powiecie Niederschlesischer Oberlausitzkreis), w pobliżu granicy z Polską, w Zagłębiu Łużyckim, siedziba wspólnoty administracyjnej Verwaltungsgemeinschaft Weißwasser/O.L. Miasto liczy 17 074 mieszkańców (2013), a jego powierzchnia wynosi 63,30 km². W mieście rozwinął się przemysł szklarski, metalowy, materiałów budowlanych oraz chemiczny. 

## Historia
Najstarsze zachowane wzmianki o Białej Wodzie pochodzą z 1552 roku. Biała Woda stanowiła wówczas część Korony Czeskiej. W 1635 r. utracona przez Czechy na rzecz Elektoratu Saksonii. W 1772 r. powstała pierwsza szkoła w Białej Wodzie. Od 1806 r. w granicach Królestwa Saksonii, które w latach 1807–1815 było połączone unią z Księstwem Warszawskim.

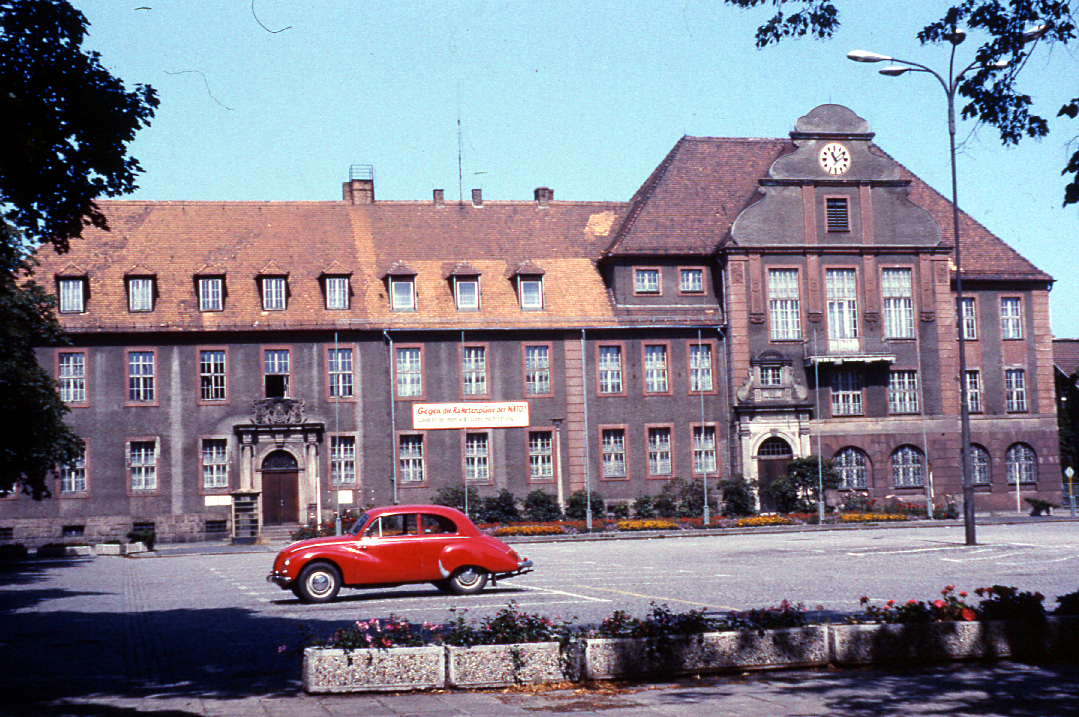
Ratusz w latach przynależności miasta do NRD

W 1815 r. została włączona do pruskiej Prowincji Śląsk. W XIX wieku Biała Woda stała się znaczącym ośrodkiem produkcji szkła, powstały tu m.in. huta szkła i cegielnia. Od 1871 r. leżała w granicach zjednoczonych Niemiec. Po podziale Śląska na dwie prowincje w 1919 r. znalazła się w granicach Prowincji Dolny Śląsk. W 1935 r. otrzymała prawa miejskie. Od 1938 r. w granicach ponownie scalonej Prowincji Śląsk, a od 1941 r. znów część Dolnego Śląska. W miejscowości znajdowała się filia obozu koncentracyjnego Groß-Rosen. Zniszczenia miasta w II wojnie światowej sięgnęły 40%. W 1945 trafiła do radzieckiej strefy okupacyjnej Niemiec. Przed powrotem do Polski w Białej Wodzie stacjonował 6 Pułk Piechoty Ludowego Wojska Polskiego. Radziecka Administracja Wojskowa w Niemczech przyłączyła Białą Wodę wraz z położonymi na zachód od Nysy Łużyckiej ziemiami Prowincji Dolny Śląsk do Saksonii. W latach 1949–1990 w granicach Niemieckiej Republiki Demokratycznej. W latach 1952–1990 część okręgu Chociebuż. Od 1990 r. część Wolnego Kraju Saksonia i Republiki Federalnej Niemiec.

## Demografia
Zmiany populacji miasta od 1825 do 2013 roku:

Najwyższą populację miasto osiągnęło w 1988 roku – 38 288 mieszkańców.

## Zabytki
- Ratusz (ok. 1911/12)

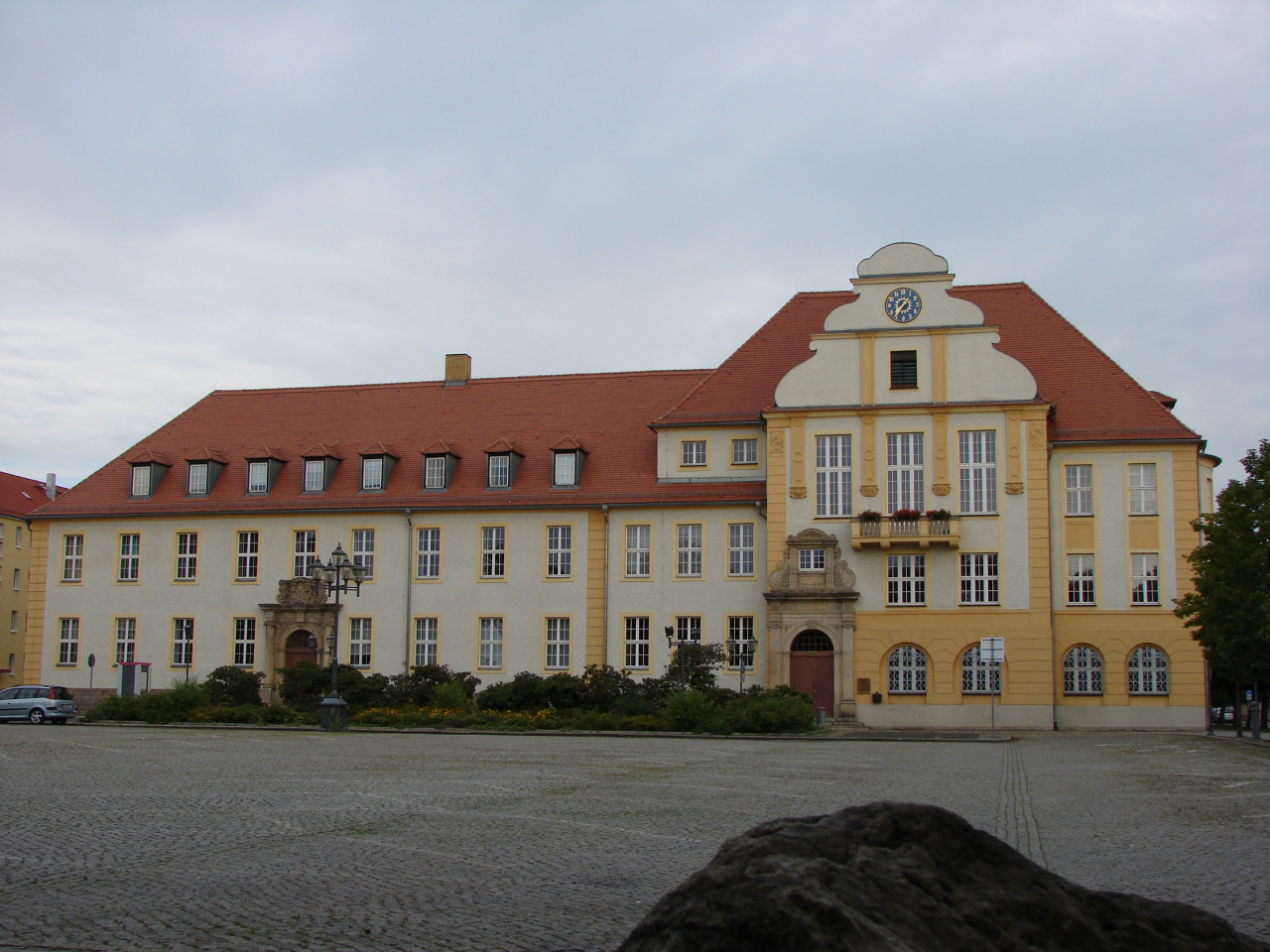
Ratusz

- Kościół katolicki pw. Podwyższenia Krzyża Świętego (1901)
- Kościół ewangelicki (1892/93)
- Gmach poczty (ok. 1890)
- Dworzec kolejowy (1869)
- Kolej leśna w Bad Muskau
- Kolejowa wieża ciśnień (ok. 1875)
- Domy kolejarzy (XIX/XX wiek)
- Urząd stanu cywilnego (ok. 1900)
- Gmach Biblioteki Miejskiej (1903)
- Wieża ciśnień (ok. 1910, przebudowana w 1935)
- Willa z 1905, obecnie Muzeum Szkła (Glasmuseum)
- Gmach Szkoły im. Pestalozziego (ok. 1912)
- Dawny dom towarowy (XX wiek)
- Kaplica cmentarna (ok. 1930)
- Kamienice i domy z końca XIX wieku i początku XX wieku

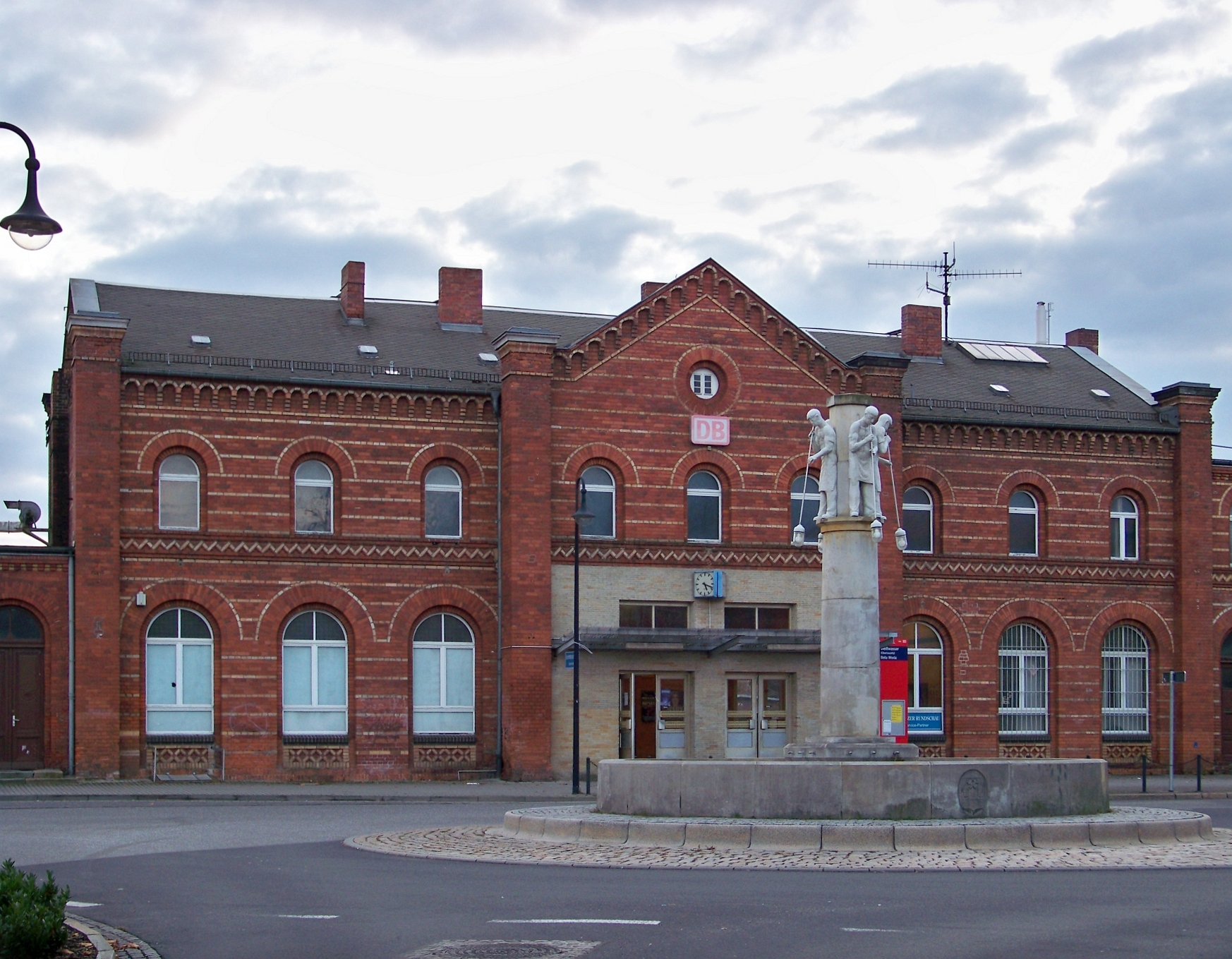
Dworzec kolejowy
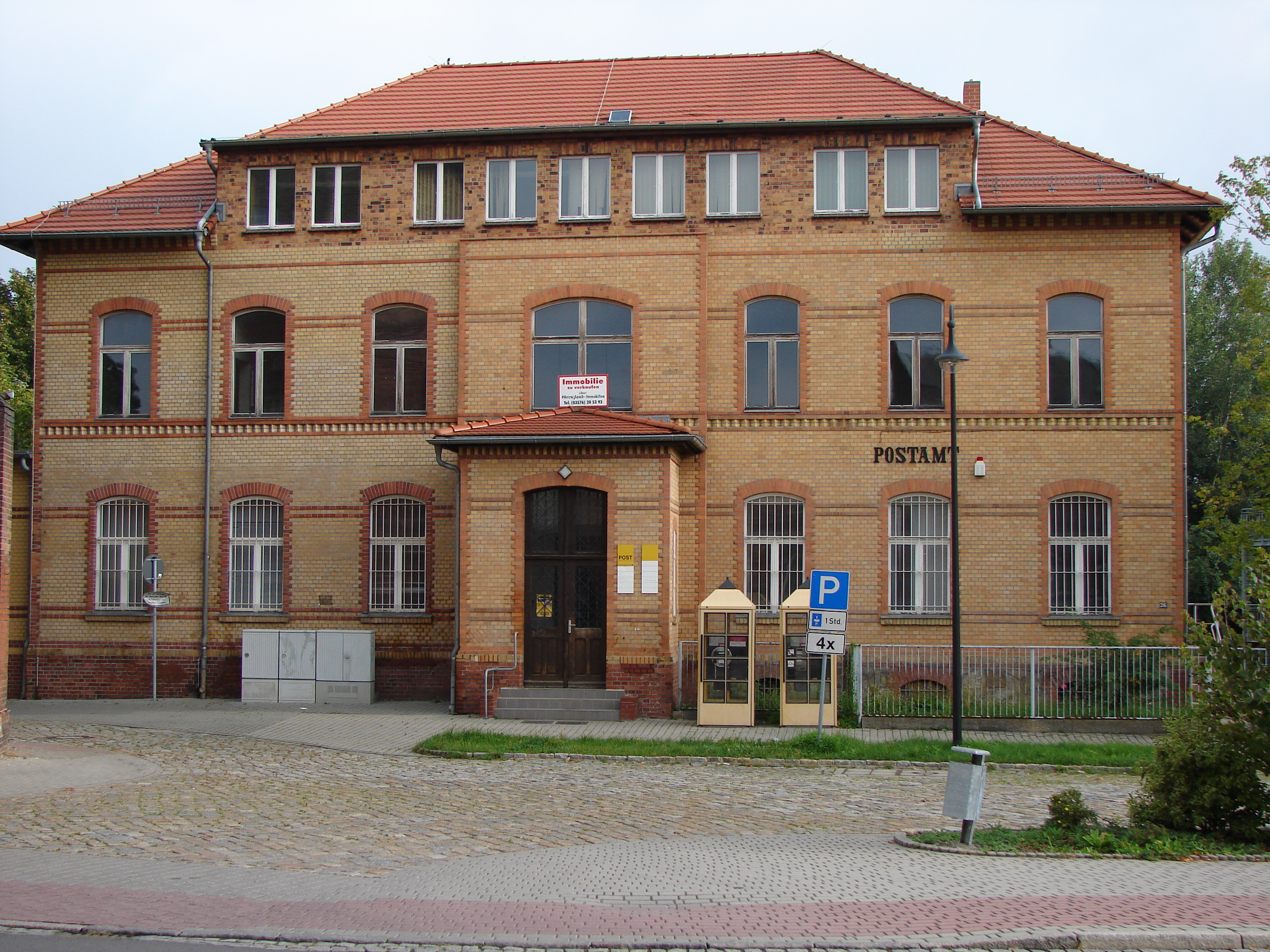
Gmach poczty
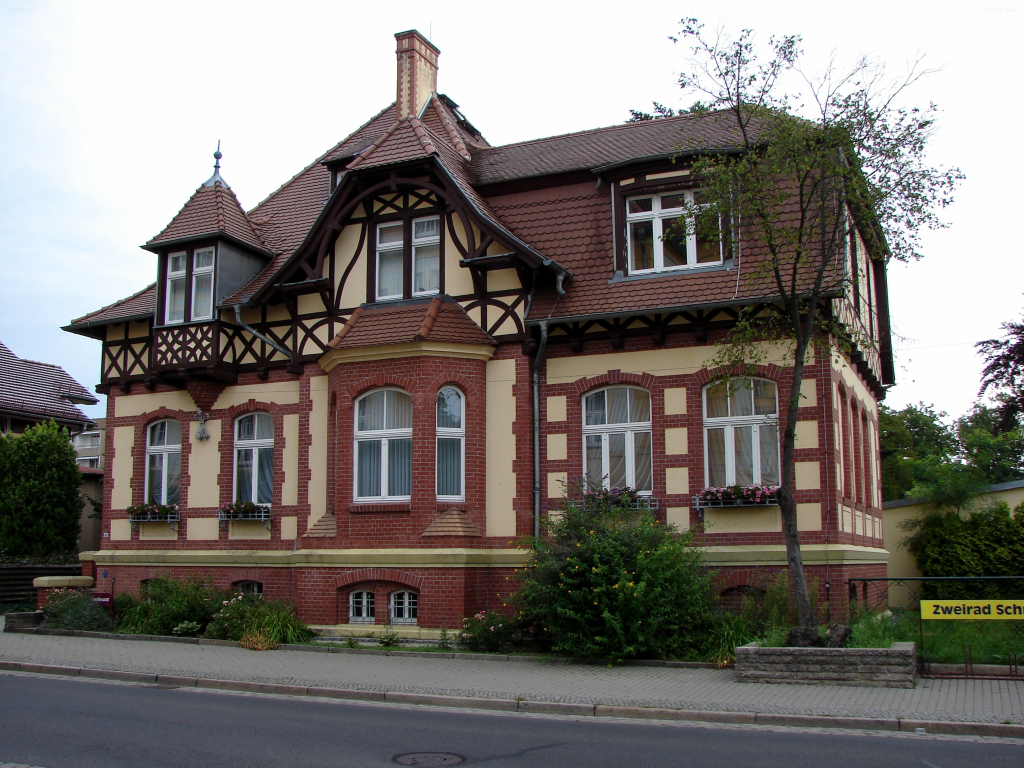
Urząd stanu cywilnego
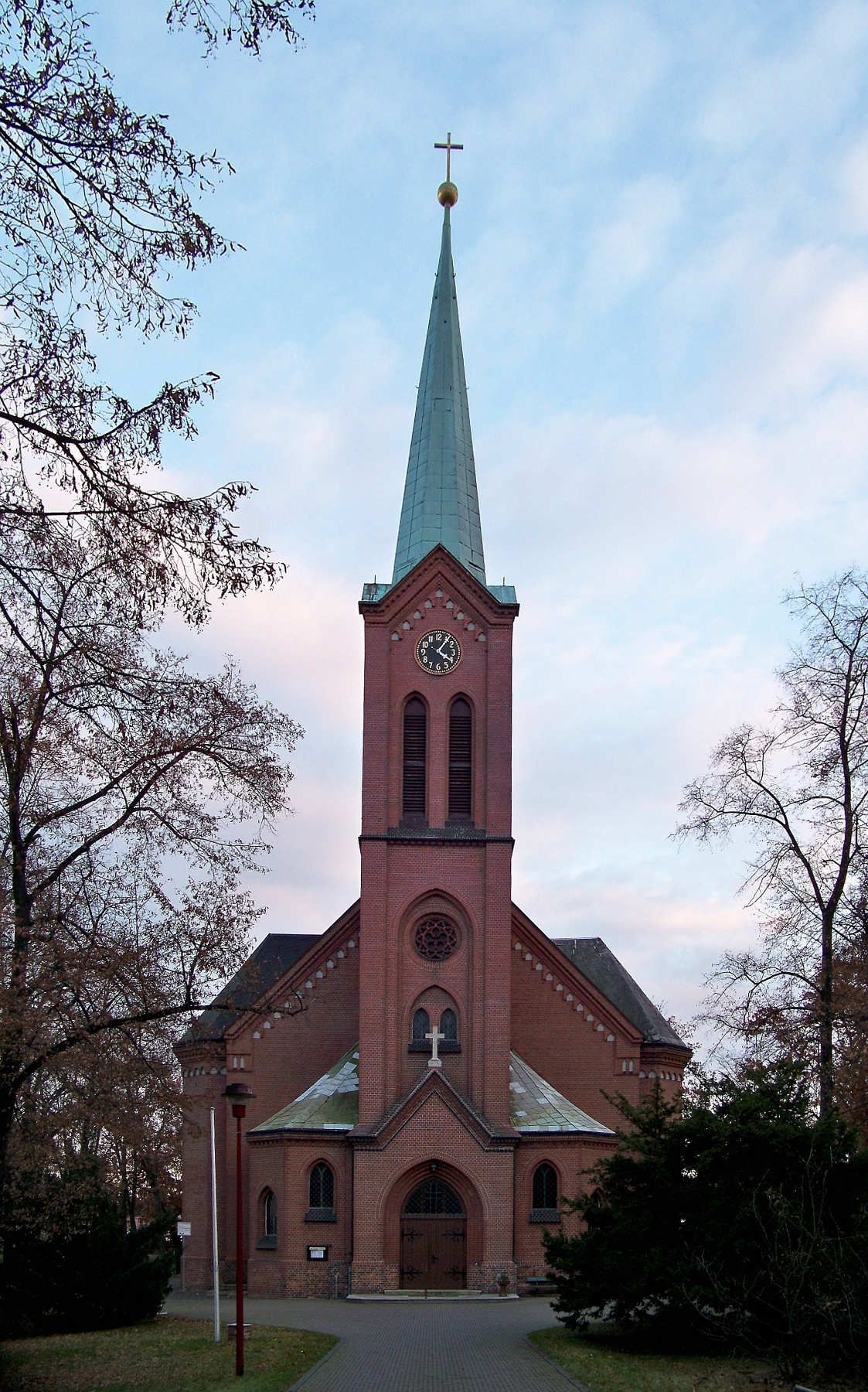
Kościół katolicki
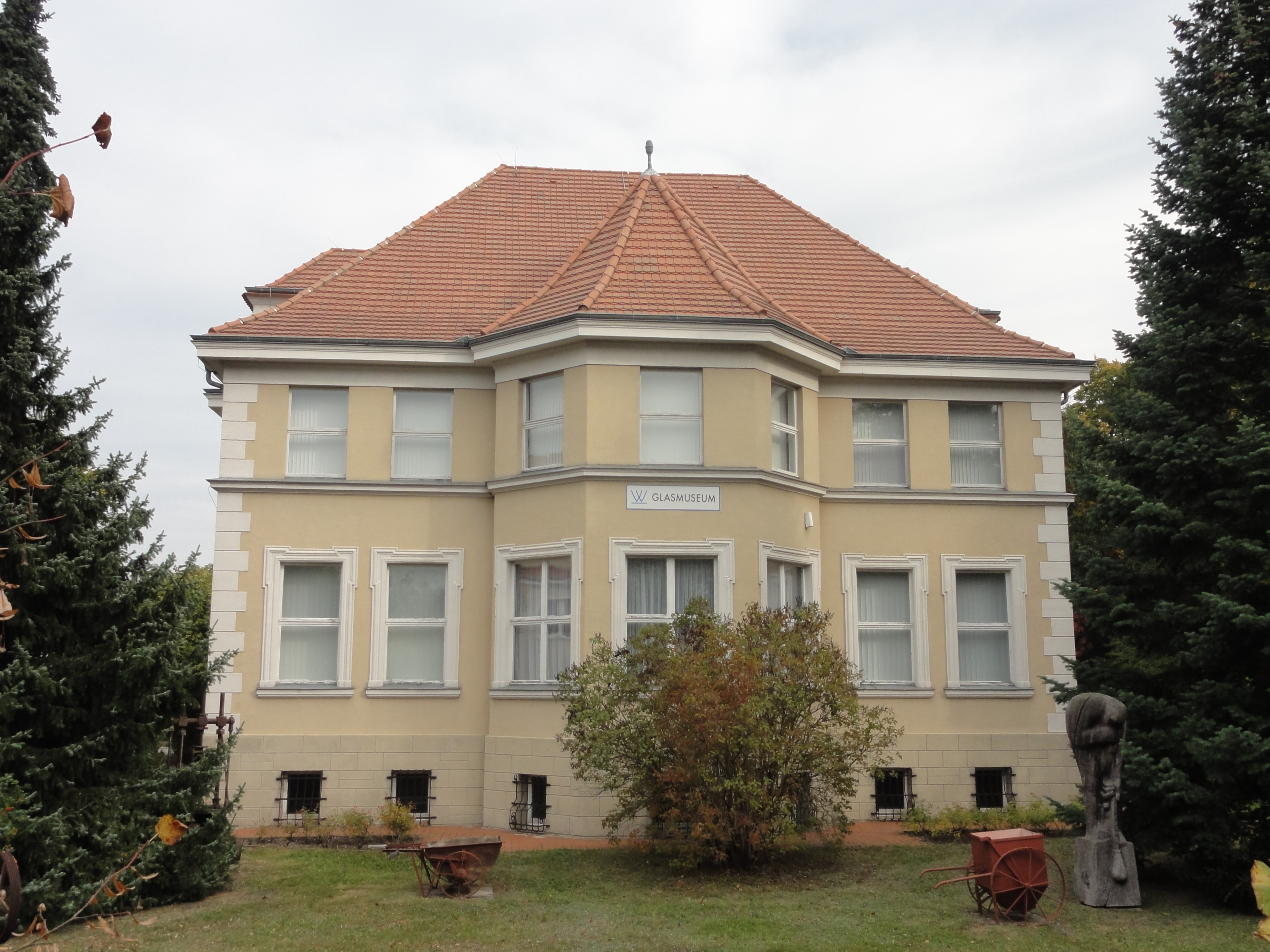
Muzeum Szkła

## Sport
Klub hokejowy w mieście to Lausitzer Füchse. W Białej Wodzie rozegrano osiem towarzyskich spotkań hokejowych reprezentacji Polski i NRD.

## Miasta partnerskie

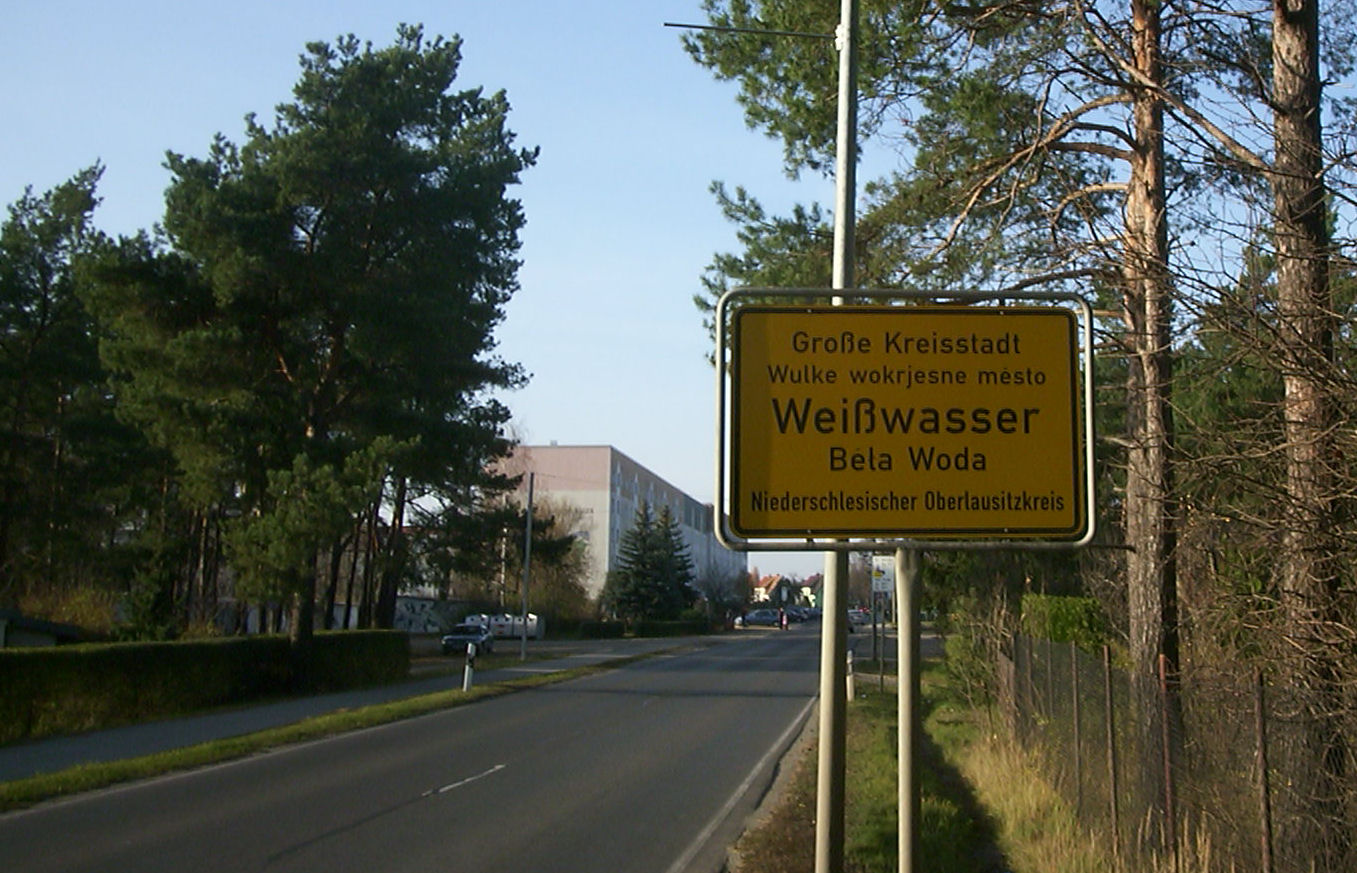
Dwujęzyczna tablica w jęz. niemieckim i górnołużyckim przy wjeździe do miasta

- Polska: Żary